# Catocala contemnenda
Catocala contemnenda är en fjärilsart som beskrevs av Otto Staudinger 1891. Catocala contemnenda ingår i släktet Catocala och familjen nattflyn. Inga underarter finns listade i Catalogue of Life.